# Shane Harper
Shane Steven Harper (ur. 14 lutego 1993 w La Jolla) – amerykański aktor, tancerz, piosenkarz i autor tekstów piosenek, pochodzenia austriackiego, niemieckiego, żydowskiego i szkockiego, występował w roli Spencera Walsha w sitcomu Powodzenia, Charlie! oraz tancerza z High School Musical 2.

## Życiorys

### Wczesne lata
Urodził się w La Jolla w Kalifornii w jako syn Tanyi (z domu Michaelson) i Scotta Harpera. Wychowywał się ze starszą siostrą Samanthą, która została zawodową tancerką, i młodszym bratem Sullivanem. W 1998 wraz z rodziną przeprowadził się z San Diego do hrabstwa Orange. Od 4 do 12 roku życia trenował sztuki walki. Zdobył czarny pas w karate Kenpō. Jako dziecko śpiewał w kościele, angażował się w społecznym teatrze i na turniejach tańca. Nauczył się grać na gitarze w wieku 7 lat. Mając 9 lat zaczął tańczyć.

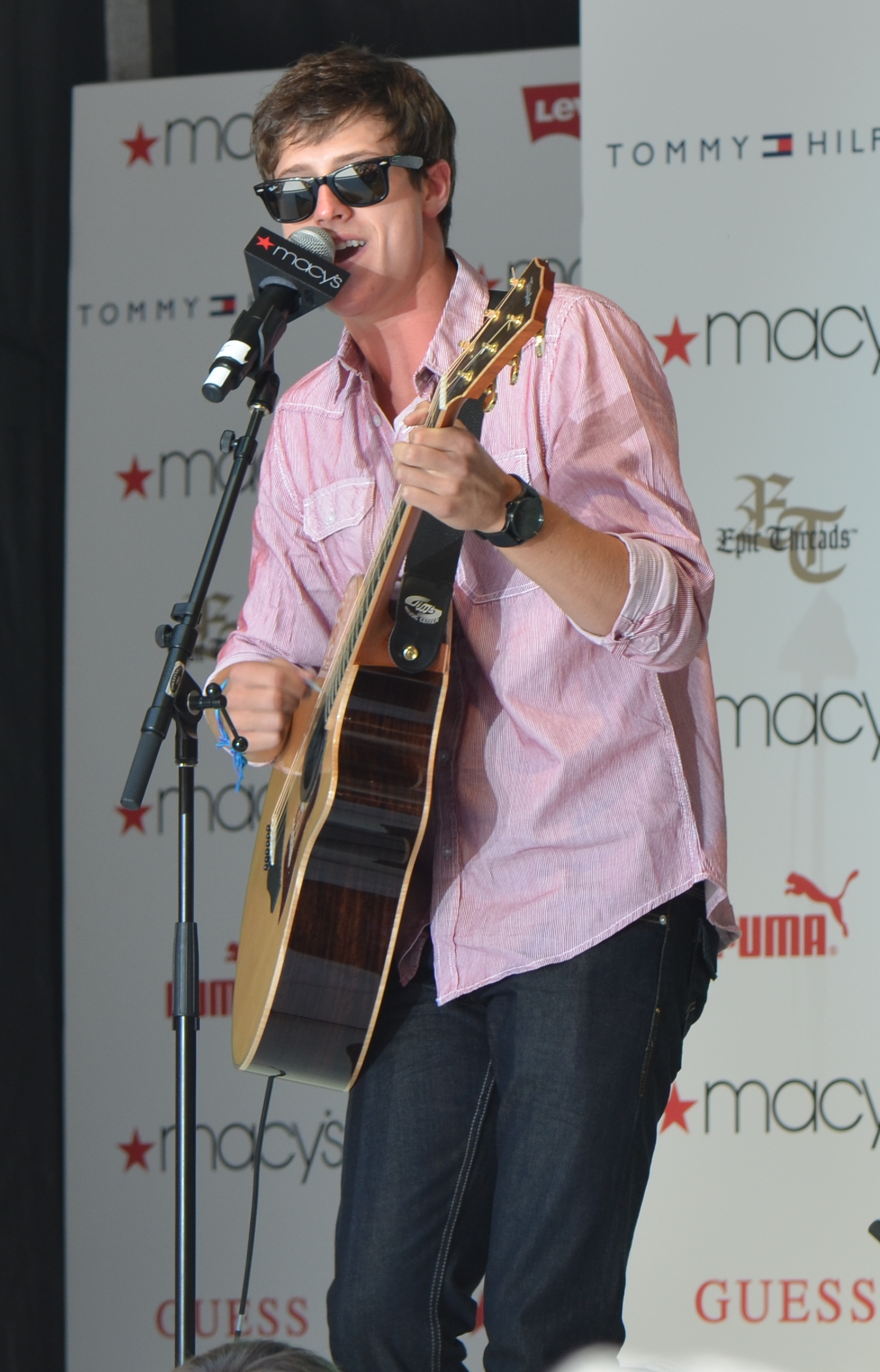
Shane Harper w lipcu 2011

### Kariera
Na wiosnę 2006 poszukiwacz talentów, siedzący w jury regionalnego konkursu tańca, zaproponował mu reprezentowanie swojej agencji. Wystąpił w teledysku Samanthy Jade „Step Up” (2006), a także w małych rolach telewizyjnych w serialach: Zoey 101, Dance Revolution czy Re-Animated.
Był głównym tancerzem w produkcji Disney Channel High School Musical 2 (2007).
W 2009 wziął udział w tanecznym reality-show So You Think You Can Dance. W latach 2010–14 występował w sitcomie Disney Channel Powodzenia, Charlie! (Good Luck Charlie). W czwartym sezonie serii sitcomu Czarodzieje z Waverly Place (Wizards of Waverly Place, 2011) pojawił się jako Fidel, jeden z wyrafinowanych czarodziei.
W komediodramacie Roba Reinera Dziewczyna i chłopak – wszystko na opak (Flipped, 2010) był bratem głównej bohaterki „Juli” (Madeline Carroll).
Nagrał trzy single: „Dance with Me” (2010), „One Step Closer” (2011) i „Rocketship” (2012). 14 lutego 2012 ukazał się jego debiutancki album Shane Harper.
Za główną rolę ewangelicznego studenta Josha Wheatona w filmie Harolda Cronka Bóg nie umarł (God's Not Dead, 2014) z Kevinem Sorbo, został uhonorowany nagrodą K-Love.
W 2016 współreżyserował film krótkometrażowy Uczeń (An Apprentice) z udziałem swojego brata Sully'ego.
W latach 2011–2015 był związany z Bridgit Mendler.

## Filmografia

### filmy fabularne
- 2006: Reanimated (Re-Animated) jako tancerz
- 2007: High School Musical 2 jako tancerz
- 2010: Nazywam się Khan (My Name Is Khan) jako Tim Tompson
- 2010: Dziewczyna i chłopak – wszystko na opak (Flipped) jako Matt Baker
- 2011: Game Time: Tackling the Past jako Sean Tate
- 2014: Dance-off jako Brandon
- 2014: Bóg nie umarł (God's Not Dead) jako Josh Wheaton
- 2017: Flock of Four jako Sam Grover
- 2018: Bóg nie umarł: Światło w ciemności (God's Not Dead: A Light in Darkness) jako Josh Wheaton

### seriale TV
- 2006: Dance Revolution jako tancerz
- 2007: Zoey 101 jako Tenth Grader
- 2009: So You Think You Can Dance jako tancerz
- 2010–14: Powodzenia, Charlie! (Good Luck Charlie) jako Spencer Walsh
- 2011: Czarodzieje z Waverly Place (Wizards of Waverly Place) jako Fidel
- 2013–14: Inna (Awkward) jako Austin
- 2014: Happyland jako Ian Chandler
- 2017: Wisdom of the Crowd jako Jason Forde
- 2018: Code Black: Stan krytyczny jako Clark Behar